# آرتاشاوان
آرتاشاوان (به ارمنی: Արտաշավան) یک روستا در ارمنستان است که در استان آراگاتسوتن واقع شده‌است.  در  کیلومتری شمال آشتاراک، مرکز استان آراگاتسوتن واقع شده است.

## خصوصیات
آرتاشاوان ۶۲۴ نفر جمعیت دارد و در ارتفاع  متر بالاتر از سطح دریا قرار گرفته است.

## جاذبه‌های تاریخی

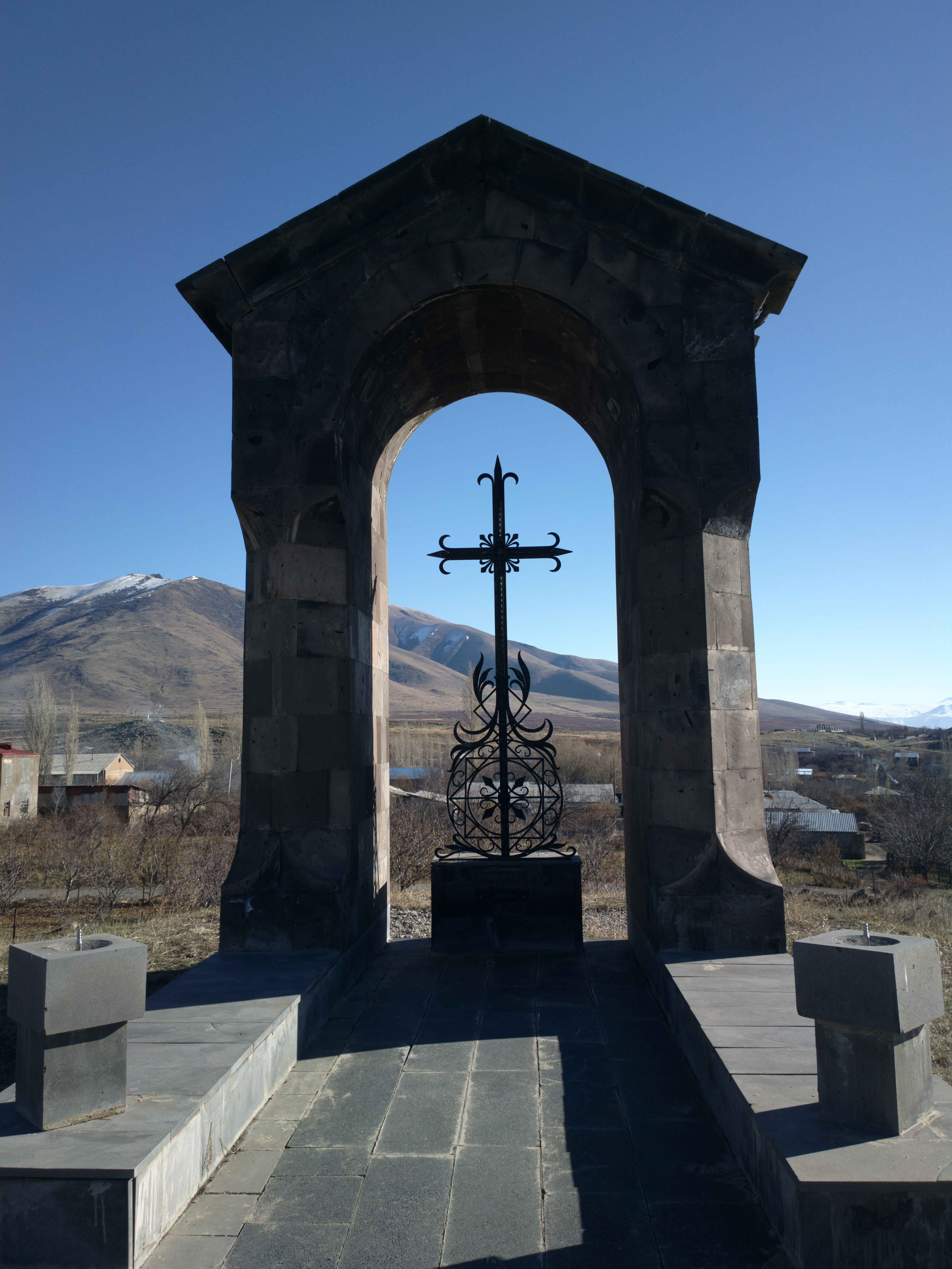
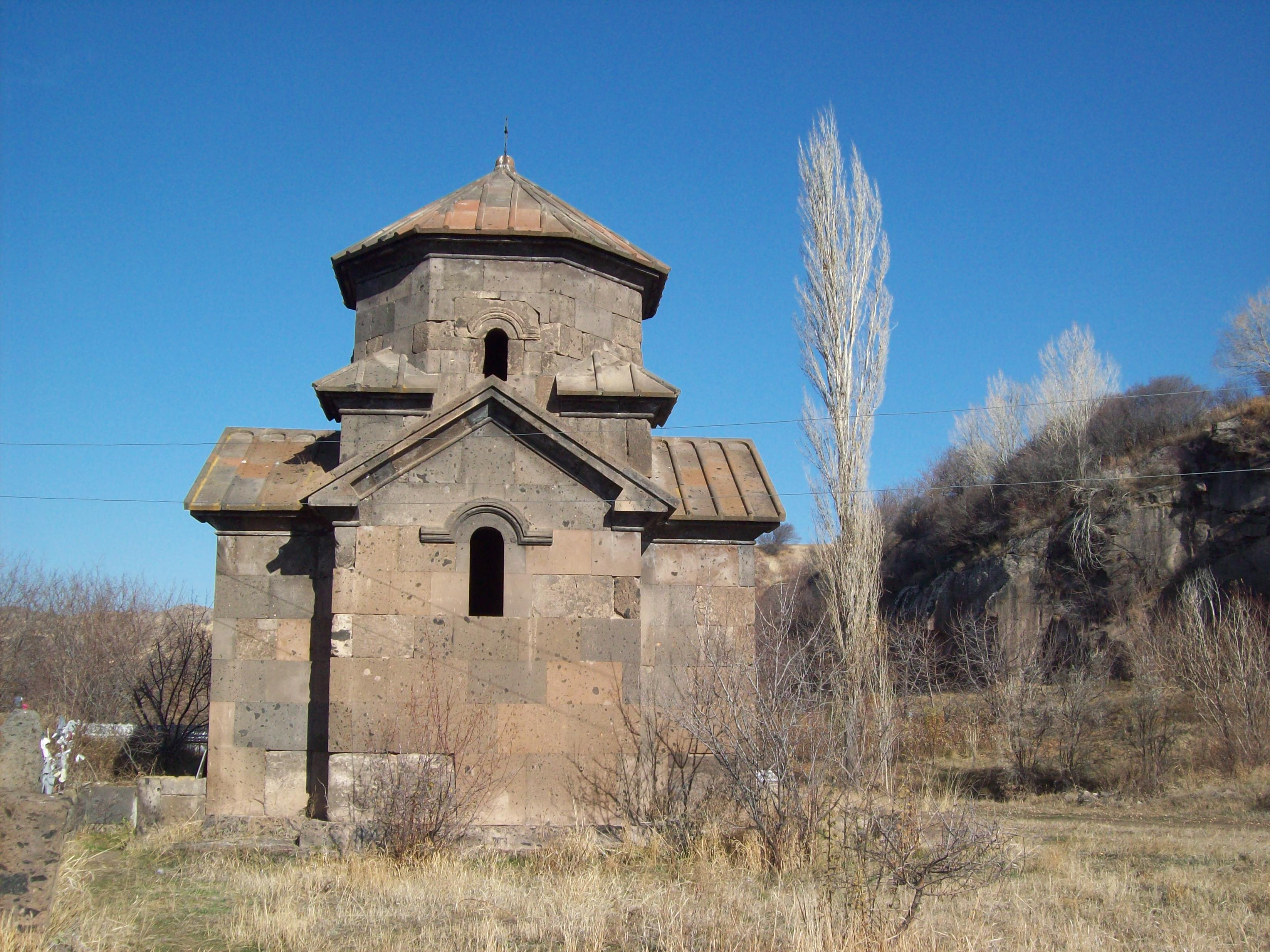
کلیسای سنت آمناپرکیچ
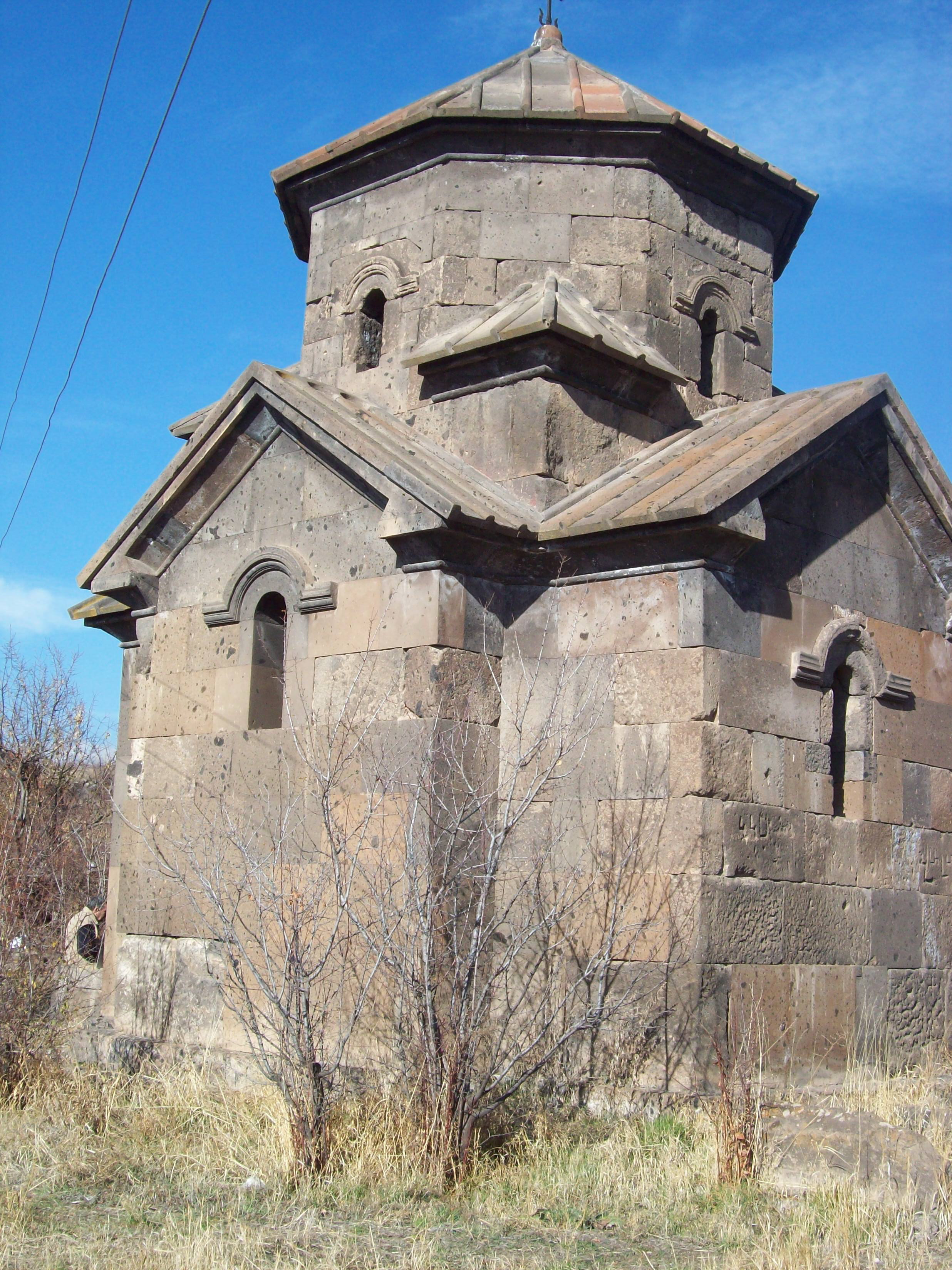
کلیسای سنت آمناپرکیچ
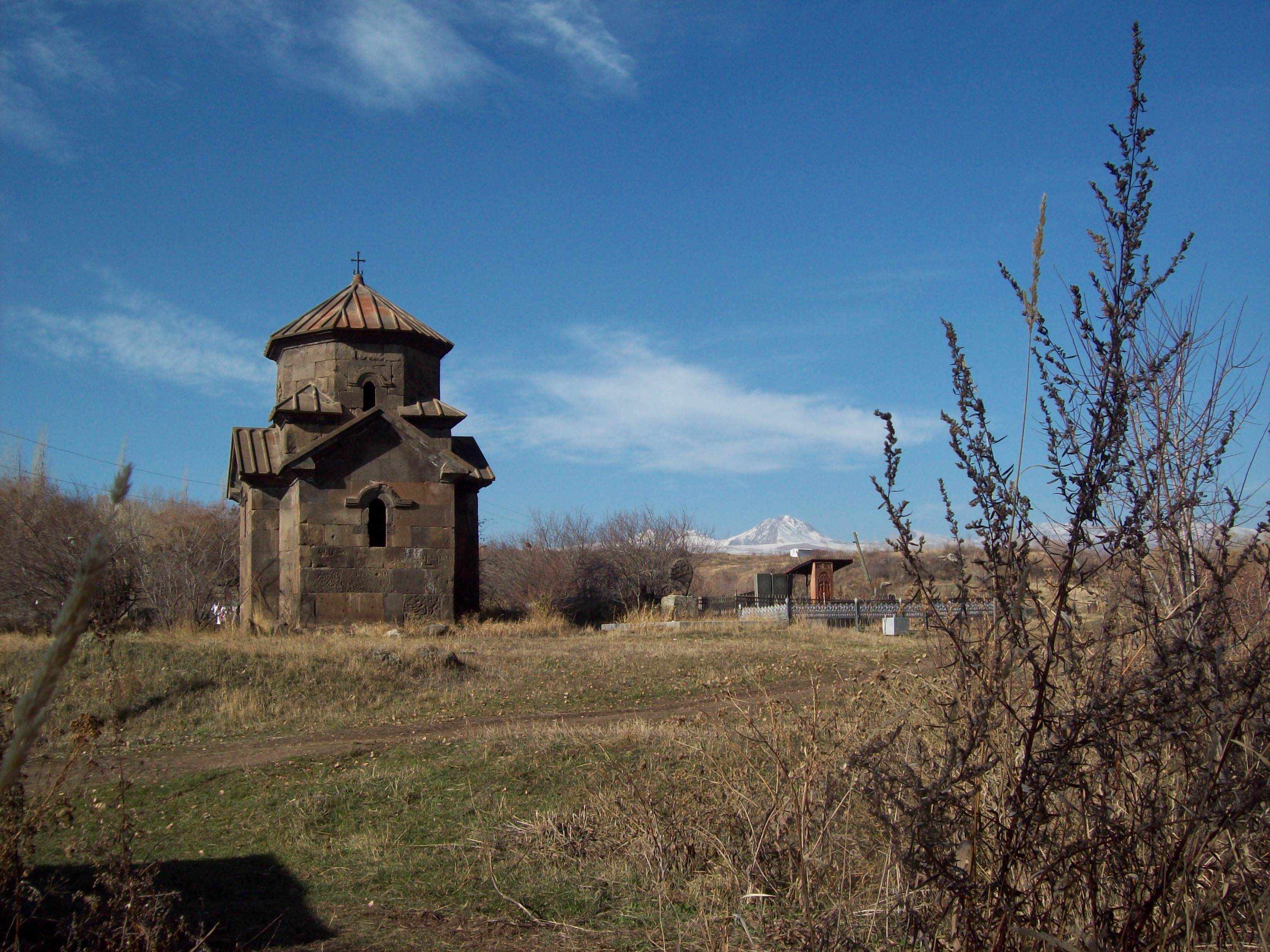
کلیسای سنت آمناپرکیچ
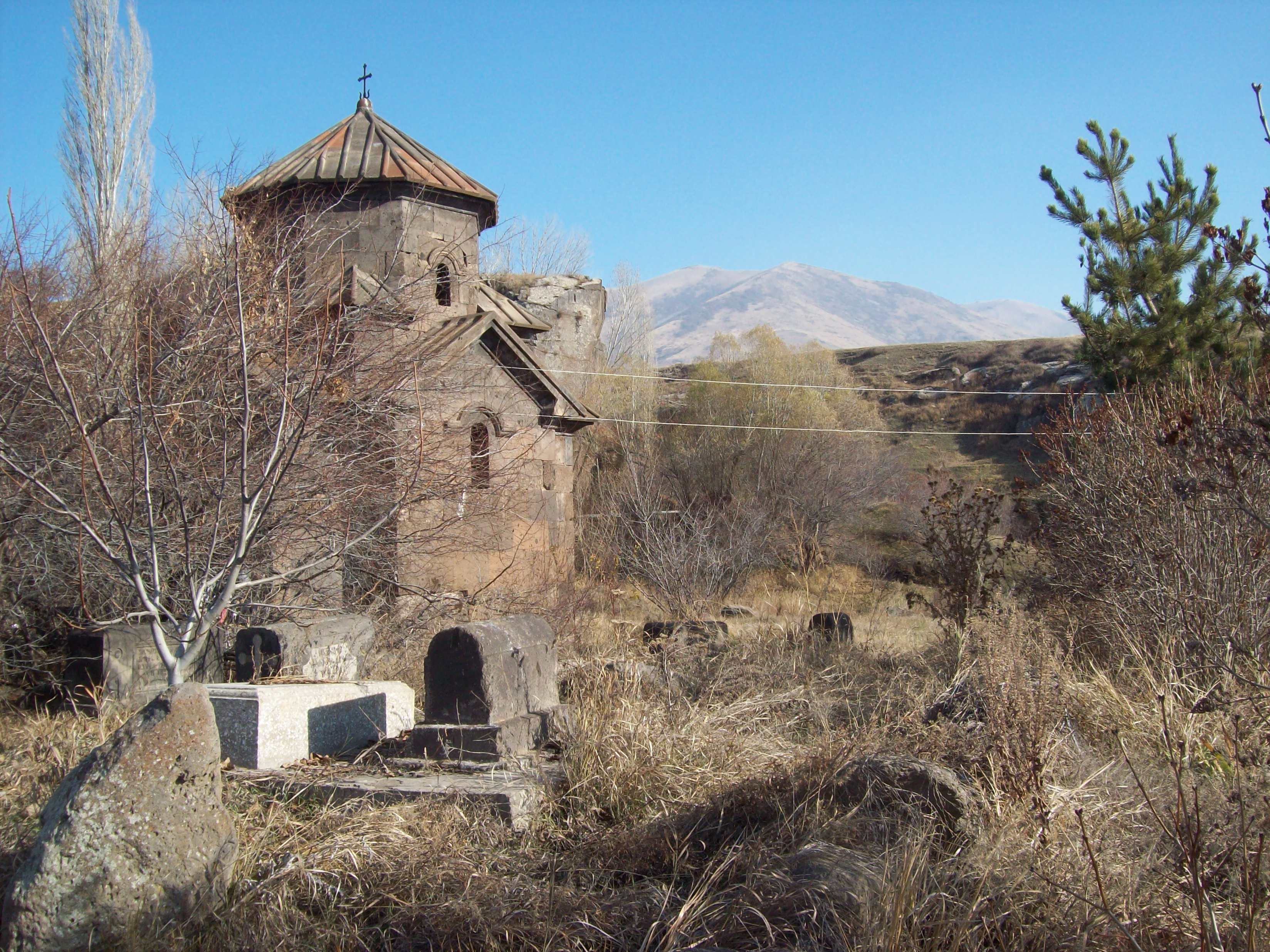
کلیسای سنت آمناپرکیچ